# Ясниська
Я́сниська — село в Україні, в Яворівському районі Львівської області. Населення становить 700 осіб. Орган місцевого самоврядування — Івано-Франківська селищна рада.

## Географія
Село Ясниська розташоване в північно-східній частині Яворівського району. Відстань до районного центру м. Яворів становить 36 км і до обласного центру (м. Львів) - 8 км.
Транспортні зв'язки здійснюються по шосейних дорогах загальнодержавного значення Львів - Яворів, районного значення Брюховичі - Буда.
Клімат характеризується помірною зволоженістю, м'якими зимами з частими відлигами і помірно теплим, без посух, літом.
За багаторічними спостереженнями Яворівської метеостанції середньорічна температура повітря дорівнює 7 градусів, середньорічна сума атмосферних опадів становить 710 мм., з яких 320 мм. випадає в весняно-літній період. Пануючі вітри в осінньо-зимовий період північно-західні, у весняно-літній південно-східні.

### Піщаний кар'єр
Біля села розташований піщаний кар'єр, створений 1966 року. Попри заборону плавання і регулярні нещасні випадки, кар'єр є популярним місцем відпочинку, відомим як Ясниське озеро.

## Історія
Початок існування Ясниськ відноситься до першої половини XIV століття. Назва Ясниська, згідно історичних джерел, вперше згадується в 1451 році.
Вона згадується, як територія «yaczniska», «yaszczaniszcza», або «yasznicza», який одержали брати Станко і Іванко Давидовичі зі Львова від короля Казиміра IV в нагороду за мужність в битві з татарами.
Поступово село розширювалося за рахунок придбання багатіями окремих ділянок землі.
В 1550 році у селі було побудовано церкву та корчму. Священник і корчмар належали до найбільших землевласників в селі Ясниська.
Головним заняттям населення було землеробство, сіяли пшеницю, ячмінь, жито, овес, вирощували капусту, буряк, моркву, соняшник, займалися випасом корів та коней, розводили свиней та домашню птицю.
Внаслідок першого поділу Польщі в 1772 році частина земель західної України потрапили під владу Австрії. В 1859 році у Ясниськах була заснована церковна неорганізована однокласна школа і вже в 1862 році дяковчитель Теодор Кальба навчав 30 учнів.
Станом на кінець 1967 року працював колгосп "Іскра" із 1297 гектарами землі, діяв млин. 

##### Релігійне життя
В 1880 році церковний комітет Ясниськ вирішив побудувати нову церкву. Храм почали будувати в 1898 році. Будівництво тривало два роки під керівництвом пароха отця Антіна Нижанківського. Як зазначено в одному із документів, нову дерев’яну церкву збудовано у 1900 році, але на хресті, що висить при вході, є дата “1901”, що цілком може позначати дату завершення будівництва. Проектував цю церкву відомий архітектор Василь Нагірний, а будували під керівництвом майстра Петра Копчука зі с. Яворова на Косівщині. У церкві ще досі висить дзвін з 1874 року. Над цією датою є напис “Zyg(mund?) Mozer”. Нині храм Святого Миколая у користуванні громади УГКЦ. 

Храм Святого Миколая
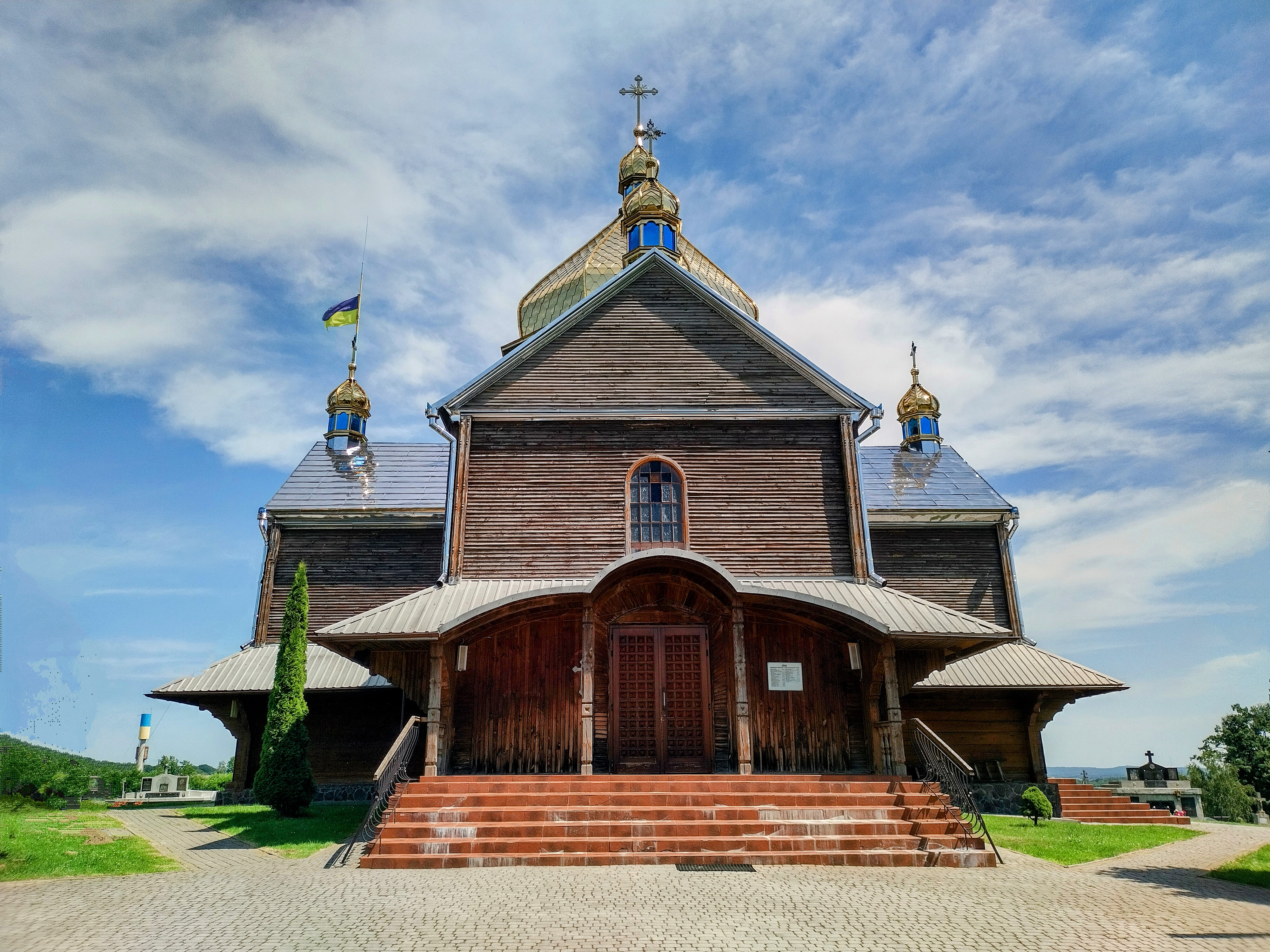
Головний фасад
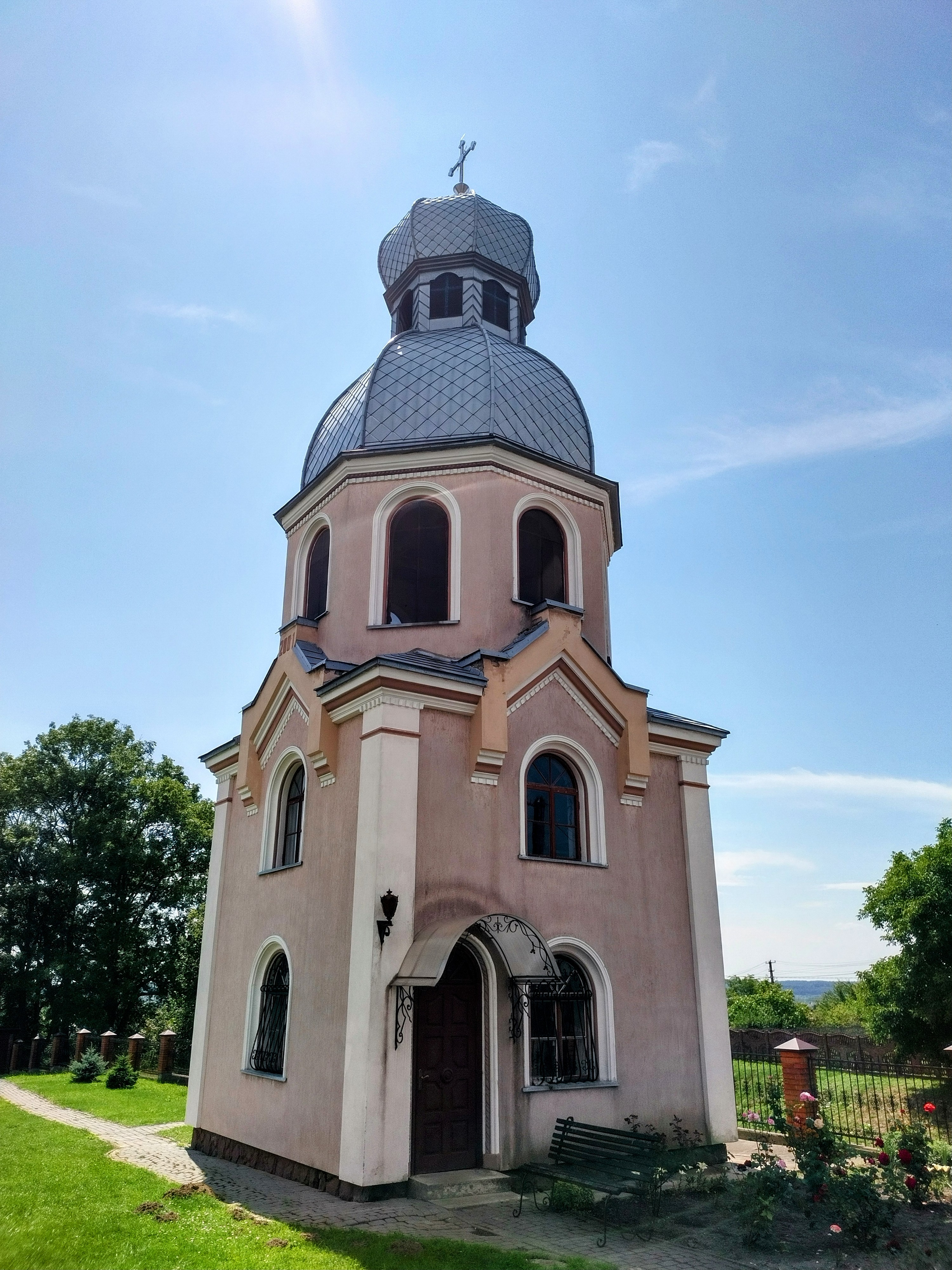
Дзвіниця
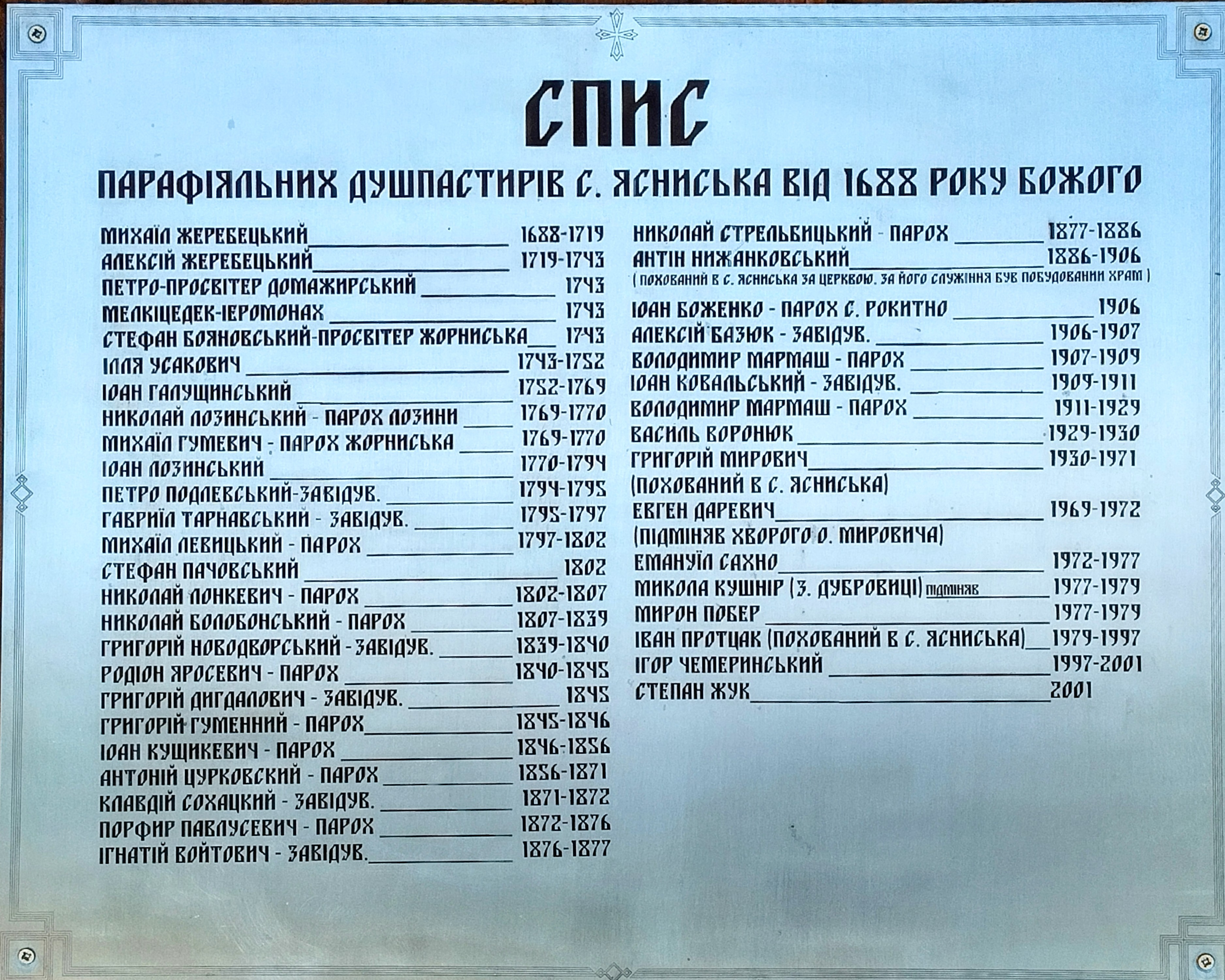
Спис парафіяльних душепастерів села Ясниська

### Радянський період
Понад 70 чоловіків і жінок було вивезено на каторжні роботи в Німеччину. Пішли і не повернулися з війни близько 30 чоловік.
Протягом 1940-1950 років багато патріотів боролися в лавах ОУН та УПА. Одним з таких був Йосафат Єзерський, відомий в повстанському середовищі під псевдонімом «Крилатий», а в селі його називали «Гопс». 
Після війни колективізація в селі йшла повним ходом, в господарів відбирали худобу, коні, реманент. 
Пропаганда комуністичних ідей у селі почалась із 1936 року, коли почав діяти осередок КПЗУ. А осередок КПРС (станом на 1977 р. налічував 24 комуністи) вдалось заснувати аж 1953 р., комсомольська ж організація діяла від 1950 р. (у 1977 р. - 56 членів). Внаслідок укрупнення до колгоспу ім. Калініна була приєднана артіль імені Шверніка (с. Рокитно та с. Івано Бірки). У розпорядженні колгоспу стало 3132 га землі. Провідною культурою була озима пшениця, а з технічних: льон, буряк, на фермах утримувалася велика рогата худоба. 
1976 року було побудовано приміщення Ясниської сільської ради. Головою Ради було обрано Цяпала Ярослава Івановича. Населення сільської ради, до якої також входили села Рокитно і Бірки (Домініканські) становило близько 3300 чоловік. У приміщенні будинку сільської ради працюють поштове відділення і медичний пункт. На території Ясниської сільської ради працювала восьмирічна школа, сільський клуб, бібліотека. Клуб і бібліотека розміщувалися в окремому приміщенні, яке не підлягало ремонту і в 90-х роках розвалилося. Восьмирічна школа розміщена у трьох приміщеннях: 1 будинок – церковна плебанія, 2 будинок – сім`ї Майорів, вивезеної в Сибір, 3 будинок – початкові класи в так званому будинку пані Лозінської.

## Відомі люди
- У селі народився священник Василь Ковпак.